# Benešova základní škola Plzeň
Benešova základní škola  (v době komunistického režimu Škola dukelských hrdinů) je školní budova v Plzni-Doudlevcích, postavená v roce 1925 podle projektu architekta Hanuše Zápala a od 23. dubna 2011 památkově chráněná.

## Historie
Město pro novou školu vybralo nezastavěnou parcelu mezi Doudleveckou ulicí a tehdejší vozovnou tramvají (dnešní Depo2015). Projekt na výstavbu, kterou vedl stavitel František Holcbecher, byl zpracován Hanušem Zápalem již v roce 1923. Svou koncepcí napodobovala stavba jiný Zápalův školní projekt – Masarykovu školu na Pražském předměstí. V dominantní třípodlažní středové části, od níž se dívčí a chlapecká křídla kolmo odpojovala, čímž připomíná situaci Zápalovy budovy Vyšší hospodářské školy na Lochotíně, se nacházela tělocvična a kanceláře vedení školy. Volba žlutobílých fasád nápadně odkazuje na Janákův styl rondokubismu. V nezastavěné části bloku vzniklo sportovní hřiště a zahrada pro potřeby mateřské školy.
Mateřská škola, vyčleněná v samostatném dvoupatrovém pavilonu, v němž se nacházela i kancelář inspektorátu plzeňských mateřských škol, byla slavnostně otevřena 29. října 1924. Budova základní školy přivítala žáky až 27. prosince 1925; vyučovat se začalo 6. ledna 1926. První pololetí prvního školního roku strávili žáci v budově reálky na Chodském náměstí. Slavnostní ceremonie se zúčastnil i Edvard Beneš, tehdejší ministr zahraničí. V dubnu 1927 byla v přízemí školy otevřena expozice Školského muzea Komenského. Ladislav Lábek, jeden z jejich autorů, ji však musel následně přestěhovat do prostor Národopisného muzea, jelikož v Benešově škole se nedostávalo místa.
Ve 2. polovině 20. století se dvakrát uvažovalo o demolici budovy z důvodu stavebních nedostatků, zapříčiněných chybnou realizací konstrukcí z železobetonu firmou Tomáše Keclíka. Rekonstrukce ze 60.–70. let a z let 1994–1997 však zkázu objektu odvrátily. Budově byly vráceny i původní prvky v interiéru (kazetové stropy, dobové vybevení ředitelny apod.). Poslední rekonstrukce navrátila téměř původní podobu vnějšímu plášti a střeše.